# Xosé Castro
Xosé Castro Roig (19 de noviembre de 1968) es un traductor y presentador de radio y televisión español.

## Biografía
Tras estudiar en los escolapios, se formó como profesional de manera autodidacta —no tiene titulación universitaria—, especializándose en la traducción del inglés al español, audiovisual e informática.
Además de su actividad profesional como traductor (subtituló, entre otras, las tres primeras películas de la saga The Matrix y tradujo la serie The Office), Castro Roig se ha introducido en el terreno de la divulgación lingüística, tarea que desempeña mediante apariciones y escritos en diferentes medios de comunicación, cultivando una faceta de showman. Junto con Francine Gálvez, presentó el programa televisivo Palabra por palabra, en TVE2, donde en ocasiones resolvían dudas lingüísticas (anteriormente el programa se llamó Al habla, y lo presentaba Jesús Marchamalo). También fue el presentador de la primera temporada de Te paso el delantal un programa de Canal Cocina.
Colaboró en el programa de radio Asuntos Propios, de Toni Garrido, en la sección «Inculteces». En la actualidad, presenta el espacio «El Comentalisto» en el programa No es un día cualquiera de RNE.
Fue colaborador de la Página del idioma español.
Es miembro del consejo editorial de Panacea, prestigiosa revista de medicina y traducción.
Forma parte del colectivo Palabras Mayores, grupo formado por especialistas en diversas disciplinas de la lengua española y la comunicación escrita, como la filología, el periodismo, la traducción, la literatura, la corrección de textos y la edición, junto al filólogo Alberto Gómez Font, el también filólogo y corrector Antonio Martín Fernández y el documentalista y tipógrafo Jorge de Buen. También ha participado en las jornadas de encuentro para entusiastas de la lengua Lenguando. Ha dado charlas sobre redes sociales y otros recursos de las nuevas tecnologías.

## Vida personal
Está casado y tiene una hija. Es cuñado de la actriz coruñesa María Pujalte.